# Лигерс, Робертс
Ро́бертс Ли́герс (латыш. Roberts Ligers; 3 марта 1931 — 15 сентября 2013) — советский и латвийский актёр и режиссёр. Заслуженный деятель культуры Латвийской ССР (1981).

## Биография
Робертс Лигерс родился 3 марта 1931 года в Гулбене. Отец, Бронислав Лигерс, был железнодорожником.
Окончил Гулбенскую среднюю школу (1950) и театральный факультет Латвийской государственной консерватории им. Я. Витола (1955).
С 1955 года актёр Театра «Дайлес». Был помощником режиссёра Карлиса Аушкапса в инсценировке романа Сервантеса «Дон Кихот» (1984). Ставил пантомиму в спектаклях Латвийского кукольного театра «Рунчук-Пунчук» (1968) и «Принцесса на горошине» (1972).
Преподавал актёрское мастерство в Рижском техникуме работников культуры и образования (1955—1956).
В 1956 году возглавил драматический коллектив Дома культуры строителей «Октобрис», позже трансформированный в ансамбль «Ригас пантомима» Дворца культуры ВЭФ.
Снимался в небольших и эпизодических ролях в фильмах режиссёров Рижской киностудии, киностудий «Грузия-фильм» и «Мосфильм».
Скончался Робертс Лигерс 15 сентября 2013 года на 83-м году жизни.

## Признание и награды
- 1981 — Заслуженный деятель культуры Латвийской ССР[3].

## Творчество

### Роли в театре

#### Театр «Дайлес»
- 1956 — «Торопитесь отыскать Шекспира» Х. Кипхарда — Цаун
- 1957 — «Вей, ветерок!» Райниса — Гатиньш
- 1958 — «Девушка Нормунда» Гунара Приеде — Эдвинс
- 1958 — «Так начинался день» Яниса Лусиса — Янка
- 1958 — «Моя семья» Эдуардо Де Филиппо — Бепе
- 1959 — «Гамлет» Уильяма Шекспира — Розенкранц
- 1959 — «Позитивная роль» Гунара Приеде — Янис Янсонс
- 1960 — «Первый бал Вики» Гунара Приеде — Леонид
- 1960 — «Маленькая студентка» Николая Погодина — Лёва Прошин
- 1960 — «Война и мир» по роману-эпопее Л. Н. Толстого — Анатоль Курагин
- 1961 — «Остров Афродиты» Алексиса Парниса — Деви
- 1961 — «Тайна леса» Лилиан Хеллман — Оскар Хабард
- 1961 — «Швейк» по роману Ярослава Гашека — Лукаш
- 1963 — «Вокруг света в 80 дней» Павла Когоута по роману Жюля Верна — Детектив
- 1964 — «Пер Гюнт» Генрика Ибсена — Некто сухопарый
- 1966 — «В огне» Рудольфа Блауманиса — Алдерс
- 1967 — «Мать» Карела Чапека — Андрей
- 1968 — «Шесть маленьких барабанщиков» Адольфа Алунана — Индулис
- 1969 — «Жаворонок» Жана Ануя — Граф Варвик
- 1971 — «Приглашение в замок» Жана Ануя — Бомбел
- 1973 — «Краткое наставление в любви» Рудольфа Блауманиса — Матис
- 1976 — «Ужас, Янка начал думать …» Паула Путниньша — Индулис
- 1979 — «Шерлок Холмс» Уильяма Джилетта по произведениям Артура Конан Дойла — Джим Крейгин
- 1983 — «Святой Митикэ Блажину» А. Баранги — Флорин Колибаш
- 1992 — «Веер леди Уиндермир» Оскара Уайльда — Паркер

### Режиссёрские работы

#### «Ригас пантомима»
- 1961 — «Идея» по графическим работам Ф. Мацарела
- 1963 — «Легенда о Данко» по сказке Максима Горького
- 1963 — «Как я ехал к деве Севера» по сказке Карлиса Скалбе
- 1969 — «Дорога» по произведениям Иманта Зиедониса
- 1983 — «Потому, что неизвестно, почему!» на музыку Раймонда Паулса
- 2001 — «Ночь поглощает свет» по пьесе Райниса «Огонь и ночь»

### Фильмография
- 1957 — Рита — Айварс
- 1958 — Повесть о латышском стрелке — Янис Саулитис
- 1960 — Твоё счастье — Арминс
- 1966 — Игра без ничьей — Долфин
- 1973 — Товарищ генерал — немецкий пленный